# شژاوه (استان اشوی‌داشکسیه)
شژاوه (به لهستانی: Szerzawy) یک منطقهٔ مسکونی در لهستان است که در گمینا پاوووو واقع شده‌است. شژاوه ۷۵۰ نفر جمعیت دارد.